# Caroebe
Caroebe là một đô thị thuộc bang Roraima, Brasil. Đô thị này có diện tích 12066 km², dân số năm 2007 là 7086 người, mật độ 0,48 người/km².